# Paul-Nicolas Menière
Paul-Nicolas Menière (né à Paris le 10 mars 1745, mort à Paris le 14 juillet 1826) est un marchand orfèvre, joaillier et artiste-bijoutier français.

## Biographie
Il est reçu maître-orfèvre à Paris en janvier 1775. Le 18 mars 1778, il devient bijoutier-joaillier du Roi et le 31 décembre 1788 succède à Charles-Auguste Boehmer comme joaillier de la Couronne.
On lui doit un grand nombre d'objets d'art. Il avait ses ateliers dès septembre 1799 dans les galeries du Louvre où il travaillait sur commandes officielles.
En 1821, il démissionne de sa charge, son gendre Jacques Évrard Bapst lui succède.
Le magasin est représenté sur une assiette du grand service des arts industriels de la manufacture de Sèvres, offert en cadeau diplomatique par Louis-Philippe en 1836 au prince autrichien Klemens de Metternich.
Il est l'arrière-grand-père de Jules Bapst.

## Œuvres
- Gobelet en argent (v.1775)[4]

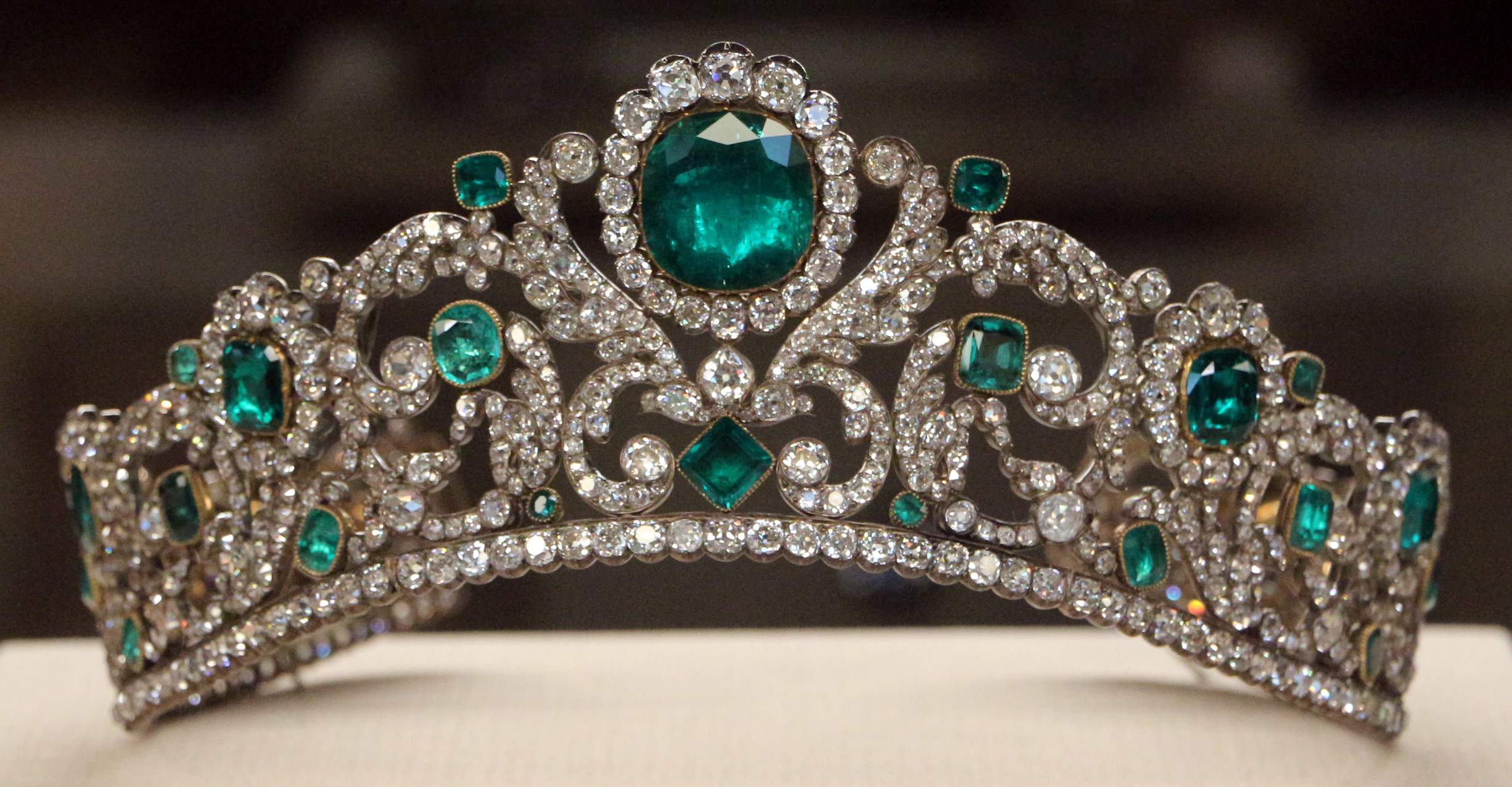
Diadème de la duchesse d'Angoulême, Musée du Louvre, 1814

- Tabatière avec les portraits de la famille royale (Porcelaine tendre de Sèvres, or) (1776-1777)[5]
- Tabatière en or, émail et pierres précieuses (1779)
- Boîte à secrets de Louis XVI
- Diadème de la duchesse d'Angoulême (1814)[6]
- Bracelets de la duchesse d'Angoulême (avec Evrard Bapst) (1816)[7]
- Boîte aux portraits de la famille royale (or et porcelaine)